# Хайнц Линге
Хайнц Линге (на немски: Heinz Linge) е германски оберщурмбанфюрер, член на СС. Личен служител на Адолф Хитлер. Линге е във Фюрербункера на 30 април 1945 г., когато Хитлер се самоубива.

## Ранен живот и образование
Линге е роден в Бремен. Работи като зидар, преди да се присъедини към СС през 1933 г. Той служи в 1-ва СС дивизия Лайбщандарт СС Адолф Хитлер, бодигард на Хитлер. През 1934 г. е избран да служи в Райхсканцеларията. До края на войната получава ранг оберщурмбанфюрер (лейтенант полковник).

## Служител на Хитлер
На 24 януари 1935 г. Линге е избран да бъде личен служител на Хитлер. Той е един от тримата по онова време. Работи в канцеларията на Райха в Берлин, в резиденцията на Хитлер близо до Берхтесгаден и във Вълчата бърлога в Растенбург. Той заявява, че ежедневието му е да събужда Хитлер всеки ден в 11:00 часа и да предоставя сутрешни вестници и писма. Линге му носи материали за писане и очила за сутрешната сесия за четене в леглото. След това Хитлер се облича с хронометър, а Линге действа като „съдия“. Той приготвя лека закуска от чай, бисквити и ябълка и вегетариански обяд в 14:30 ч. Вечерята, в която присъстват само няколко гости, е в 20:00 ч. Като камериер на Хитлер, Линге е също така член на Führerbegleitkommando, който осигурява защита на личната сигурност на Хитлер. До 1944 г. той е и ръководител на личния персонал на Хитлер. Освен че придружава Хитлер на всичките му пътувания, той отговаря за настаняването, готвачи, снабдители и камериерки са „подчинени“ на Линге.

## Берлин (1945)
Линге е един от многото войници, слуги, секретари и офицери, които се преместват от канцеларията на Райха във Фюрербункера в Берлин през 1945 г. Там той продължава като главен офицер и протокол-офицер на Хитлер и е един от онези, които са свидетели на последните дни от живота на Хитлер по време на битката за Берлин. Той също е личен офицер на Хитлер. Линге предава писмата на Хитлер и придружава хората, за да се срещнат с него.
Два дни преди да извърши самоубийство на 30 април с Ева Браун, Хитлер признава плана си за самоубийство на Линге. Той моли Линге да остави телата обвити в одеяла и да се качи в градината с тях, за да бъдат изгорени. След брака си с Ева, Хитлер прекарва последната нощ на живота си, като е буден и напълно облечен в леглото си.
На 30 април Хитлер има последен обяд със секретарите си. След храненето, Линге говори за кратко с Ева Браун. Описва я като бледа и без да спи. Тя му благодари за службата му. След това Хитлер се сбогува с всеки от своите слуги и подчинени. След това Хитлер се оттегля в стаята си в 15:15 ч. Хитлер казва, че ще се застреля и Линге знае какво трябва да направи. „Никога не трябва да позволявате на трупа ми да попадне в ръцете на руснаците“, казва Хитлер пред Линге, „те ще направят спектакъл в Москва с тялото ми и ще го сложат във восък“. Линге обяснява, че Хитлер и съпругата му са се самоубили в частната стая на Хитлер в бункера. Той разказва как влиза там, след като чува внезапен изстрел и открива, че Хитлер и Браун са мъртви.
След самоубийството на Хитлер и Ева Браун, двете тела са пренесени нагоре по стълбите до нивото на приземния етаж и през аварийния изход на бункера до градината зад канцеларията на Райха, където са заляти с бензин. След първите опити за запалване, които н сработват, Линге се връща в бункера и донася дебел топ хартия. Мартин Борман запалва документите и хвърля факла върху телата. След като двата трупа се запалват, малка група, включително Борман, Линге, Ото Гюнше, Йозеф Гьобелс, Ерих Кемпка, Петер Холг, Евалд Линдлоф и Ханс Райсер, вдигат ръце за Хитлеров поздрав, докато стоят точно пред входа на бункера.
Около 16:15 часа, Линге поръчва на Хайнц Крюгер и Вернер Швайдел, да преобърнат килима от стаята на Хитлер, за да го изгорят. Двамата изваждат окървавения килим, носят го нагоре по стълбите до градината на канцеларията. Там килимът е поставен на земята и изгорен. В следобеда руснаците обграждат района около канцеларията на Райха. Служители на СС донасят допълнителни кутии бензин, за да изгорят труповете. Линге по-късно отбелязва, че огънят не унищожава напълно останките, тъй като труповете се изгарят на открито, където разпределението на топлината варира. Телата са горени от 16:00 до 18:30 ч. Около 18:30 часа Линдлоф и Райсер покриват останките в плитък кратер.
Линге е един от последните, които напускат Фюрербункера в ранните сутрешни часове на 1 май 1945 г. Той се свързва с Ерих Кемпка. Линге по-късно е заловен близо до Сее-Щрасе. На 2 май, изгорелите останки от Хитлер, Браун и две кучета са открити в кратер.
Няколко дни по-късно след разкриването на самоличността му, двама съветски офицери придружават Линге с влак до Москва, където е отведен в известния затвор Лубянка.

## Последни години
Линге прекарва 10 години в съветски плен и е освободен през 1955 г. По време на престоя си в затвора, Линге и Гюнше са разпитвани от съветския НКВД за смъртта на Хитлер. Досието е редактирано от съветски офицери на НКВД и представено на Сталин на 30 декември 1949 г. Докладът е публикуван в книжна форма през 2005 г. под заглавието: „Хитлеровата книга: Тайното досие“, подготвено за Сталин от разпитите на личните помощници на Хитлер. Линге умира в Хамбург в Западна Германия през 1980 г. Мемоарът му „С Хитлер до края“ е публикуван от Фондация Frontline Books-Skyhorse Publishing, Inc. от Лондон през юли 2009 г.